# Hesperandra lalannecassouorum
Hesperandra lalannecassouorum là một loài bọ cánh cứng trong họ Cerambycidae.